# Stearynian etylu
Stearynian etylu – organiczny związek chemiczny z grupy stearynianów, ester kwasu stearynowego i etanolu.